# Tres Pics
|  | No s'ha de confondre amb el Trespics, cim del Ripollès. |

El Tres Pics és una muntanya de 2.649 metres que es troba entre els municipis d'Alins i de Lladorre, a la comarca del Pallars Sobirà. Forma part del Parc Natural de l'Alt Pirineu. Es un cim on conflueixen el circ de Baborte, el circ de la Llaguna i la vall de Sellente.